# Hans Dürst
Hans Dürst (* 28. Juni 1921 in Davos; † 25. Juni 2001 in Milano Marittima, Cervia, Italien) war ein Schweizer Eishockeyspieler. Sein Bruder Walter war ebenfalls Eishockeyspieler.   

## Karriere
Hans Dürst nahm für die Schweizer Nationalmannschaft an den Olympischen Winterspielen 1948 in St. Moritz teil, bei denen er mit seiner Mannschaft die Bronzemedaille gewann. Im Turnierverlauf erzielte er in sechs Spielen fünf Tore und vier Vorlagen. Auf Vereinsebene spielte er für den HC Davos.
Dürst starb im Juni 2001 im italienischen Badeort Milano Marittima.

## Erfolge und Auszeichnungen
- 1948 Bronzemedaille bei den Olympischen Winterspielen